# سراب‌رحیم‌خان
سراب‌رحیم‌خان، روستایی از توابع بخش سیمینه شهرستان بوکان در استان آذربایجان غربی ایران است.

## جمعیت
این روستا در دهستان آختاچی‌محالی قرار دارد و براساس سرشماری مرکز آمار ایران در سال ۱۳۸۵، جمعیت آن ۷۲۸ نفر (۱۳۹ خانوار) بوده‌است.